# 依立洛尔
依立洛尔是一种含氮有机氯化合物，化学式C
18H
24ClNO
3，能作为β受体阻滞剂。